# John Tyndall
John Tyndall (Leighlinbridge, Condado de Carlow, 2 de agosto de 1820 — Haslemere, 4 de dezembro de 1893) foi um físico britânico.
Descobriu o fenômeno do regelo em 1871, que explica a marcha dos glaciares, bem como a difusão da luz pelas suspensões coloidais.
Das investigações realizadas por este cientista no campo da microbiologia (esporos termoresistentes), juntamente com Ferdinand Cohn, nasceu um processo de esterilização que mais tarde se designou por tindalização.

## Contexto Histórico
Durante o século XIX, o Império Britânico chegava ao seu auge. Sua área de influência chegava a quase 25% da superfície terrestre, fato esse que foi drasticamente alterado durante o período das Grandes Guerras, no século XX. 
É importante destacar também que foi nesse período que se iniciara a Revolução Industrial, período esse que demarca a transição da manufatura para um modelo industrializado e, portanto, novos métodos de produção (que por sua vez incentivavam a pesquisa e o desenvolvimento das ciências exatas), aliada por uma busca de melhores condições de trabalho. Nesse contexto, foram desenvolvidas várias áreas do conhecimento, tais quais a química, a física, a metalurgia, a biologia e a elétrica, que formaram a base sobre a qual foi possível desenvolver a tecnologia.

## Carreira
Ainda na escola, no Condado de Carlow, região onde nascera, obtivera sólida formação acadêmica em áreas como matemática e desenho técnico, com aplicações em agrimensura, e atuara como professor assistente. Foi essa mesma formação que lhe rendera a contratação pelo governo irlandês, em 1839, para trabalhar na agência de mapeamento e levantamento de terra. Já em 1847, optou por se tornar professor de matemática e de agrimensura em um internato em Hampshire, onde conheceu o professor Edward Frankland.
Frankland e Tyndall se tornaram próximos e, devido à força do conhecimento prévio de Frankland, decidiram ir à Alemanha para aprofundar seus conhecimentos em ciência. A escolha do país germânico deve-se ao fato de este ter universidades que estavam à frente das universidades britânicas no quesito física e química experimentais. Em 1848, na University of Marburg, Tyndall fora aluno de Robert Bunsen, que era um professor muito influente. Mas talvez mais influente fora o professor Hermann Knoblauch, com quem manteve contato por muitos anos, e com quem trabalhou nas suas pesquisas sobre o magnetismo.

Os primeiros trabalhos de Tyndall na física experimental versavam sobre o magnetismo e a polaridade diamagnética, ramos aos quais se dedicou de 1850 até 1856. Suas pesquisas na área juntamente com o professor Hermann Knoblauch lhe renderam amplo reconhecimento na comunidade científica.
Nota: O diamagnetismo está relacionado com o emparelhamento de elétrons nos orbitais, o que faz com que a matéria não seja atraída (ou tenha uma atração muito fraca) pelo campo magnético, em oposição ao paramagnetismo, onde, por haver elétrons desemparelhados, há atração pelo campo magnético.
Mas foi pelas suas pesquisas relativas à radiação infravermelha que ficou mais conhecido. Explicou o calor na atmosfera terrestre em função da capacidade de absorção da radiação infravermelha (que só passou a ser assim denominada no final da década de 1880) pelos diversos gases presentes no ar. Continuando seus estudos nesse seguimento, após medir acertadamente o poder de absorção relativa do infravermelho de diversas substâncias, chegou à conclusão de que o vapor d’água (devido à sua maior capacidade de absorção da radiação infravermelha) é o principal gás que controla a temperatura do ar.
Em suas investigações sobre a “radiação quente” (como era conhecida a radiação infravermelha), foi necessário trabalhar com ar sem traços de poeira suspensa. Uma forma de detectar tais partículas em suspensão é através da utilização de luz intensa. O espalhamento da luz provocado pelas partículas de impureza ficou conhecido como Efeito Tyndall.
Tyndall morreu aos 73 anos em 4 de dezembro de 1893, uma segunda-feira.

## Alpinismo e Movimento das Geleiras
Em 1856, Tyndall visitou as montanhas dos Alpes, inicialmente para fins de estudo, mas acabou por se tornar sua primeira expedição de escalada.
Nos Alpes, estudou o movimento das geleiras, e sua explicação sobre tal fez com que entrasse em conflito com outros pesquisadores, em especial com James David Forbes. Este havia feito diversos trabalhos na área, mas desconhecia o Efeito Regelo, que viria a ser descoberto por Michael Faraday, e se tornara a principal base de argumentação de Tyndall.
Mesmo após sua morte, as discussões foram mantidas, mas agora pelos seus biógrafos oficiais.

## Ciência e Religião
Grande parte dos físicos britânicos contemporâneos de John Tyndall, como James Joule, James Clerk Maxwell e William Thomson, eram considerados conservadores quando o assunto em questão era a religião e sua relação com a ciência. Ao contrário deles, que pensavam que religião e ciência estavam unidas, Tyndall era integrante de um grupo conhecido por X-Club, cujos membros acreditavam na total separação entre elas.

## Livros de John Tyndall
- Tyndall, J. (1860), The glaciers of the Alps, Sendo uma narrativa de excursões e subidas, um relato da origem e fenômenos das geleiras e uma exposição dos princípios físicos aos quais estão relacionados, (edição de 1861) Ticknor e Fields, Boston
- Tyndall, J. (1862), Mountaineering in 1861. A vacation tour, Longman, Green, Longman, e Roberts, Londres
- Tyndall, J. (1865), On Radiation: One Lecture (40 páginas) [1]
- Tyndall, J. (1868), Heat: A mode of motion, (edição de 1869) D. Appleton, Nova York
- Tyndall, J. (1869), Natural Philosophy in Easy Lessons (180 páginas) (um livro de física destinado ao uso em escolas secundárias)
- Tyndall, J. (1870), Faraday as a discoverer, Longmans, Green, Londres
- Tyndall, J. (1870), Three Scientific Addresses by Prof. John Tyndall (75 páginas) [2]
- Tyndall, J. (1870), Notes of a Course of Nine Lectures on Light (80 páginas)
- Tyndall, J. (1870), Notes of a Course of Seven Lectures on Electrical Phenomena and Theories (50 páginas)
- Tyndall, J. (1870), Researches on diamagnetism and magne-crystallic action: including the question of diamagnetic polarity, (uma compilação de relatórios de pesquisa de 1850), Longmans, Green, Londres
- Tyndall, J. (1871), Hours of exercise in the Alps, Longmans, Green, and Co., Londres
- Tyndall, J. (1871), Fragments of Science: A Series of Detached Essays, Lectures, and Reviews, (1872 ed.), Longmans, Green, Londres
- Tyndall, J. (1872), Contributions to Molecular Physics in the Domain of Radiant Heat, (uma compilação de relatórios de pesquisa de 1860), (edição de 1873), D. Appleton and Company, Nova York
- Tyndall, J. (1873), The forms of water in clouds & rivers, ice & glaciers, H. S. King & Co., Londres
- Tyndall, J. (1873), Six Lectures on Light (290 páginas)
- Tyndall, J. (1876), Lessons in Electricity at the Royal Institution (100 páginas), (destinado a alunos do ensino médio)
- Tyndall, J. (1878), Sound; delivered in eight lectures, (1969 edition), Greenwood Press, Nova York
- Tyndall, J. (1882), Essays on the floating matter of the air, in relation to putrefaction and infection, D. Appleton, Nova York
- Tyndall, J. (1887), Light and electricity: notes of two courses of lectures before the Royal institution of Great Britain, D. Appleton and Company, Nova York
- Tyndall, J. (1892), New Fragments (ensaios diversos para um público amplo), D. Appleton, Nova York